# کامبیز جمالی
کامبیز جمالی (زاده ۱۸ تیر ۱۳۱۷ در خرم‌آباد - درگذشته ۳ خرداد ۱۳۸۹) بازیکن سابق فوتبال ایران است. وی سابقه بازی در باشگاه فوتبال تاج تهران را دارد.
وی سابقه ۱۴ بازی ملی نیز در کارنامه دارد؛ که ۳ بازی آن را در رویداد بزرگ المپیک تابستانی ۱۹۶۴ توکیو انجام داده‌است.

## درگذشت
کامبیز جمالی پس از طی یک دوره طولانی بیماری، در ۳ خرداد ۱۳۸۹ درگذشت. پیکر وی با حضور پیشکسوتان و بزرگان فوتبال در استادیوم شهید شیرودی تشییع شد.